# GIV-5133
La GIV-5133 és una carretera actualment gestionada per la Generalitat de Catalunya. La GI correspon a la demarcació de Girona, i la V al seu antic caràcter de veïnal. Discorre íntegrament en el terme municipal de Vilademuls, de la comarca del Pla de l'Estany.
Arrenca del poblet de Sant Marçal de Quarantella, des d'on s'adreça cap a migdia fent força revolts, fins que s'aboca en la GI-513 en el terme de Vilademuls, al sud-est del Bosc Pla.

## Llocs d'interés
- Església de Sant Marçal de la Quarantella[3]